# Edith Alice Müller
Edith Alice Müller, née à Madrid le 5 février 1918 et morte le 24 juillet 1995, est une astrophysicienne suisse, spécialisée en spectroscopie solaire et secrétaire générale de l'Union astronomique internationale (UAI) de 1976 à 1979.

## Biographie
Edith Alice Müller est la deuxième fille de Anna et Max Muller-Niggli, suisses d'origine zurichoise établis en Espagne. Elle fréquente l'école allemande à Madrid jusqu'à la maturité en 1936. Elle s'installe ensuite en Suisse alémanique, où elle s'inscrit à l'université de Zurich, suivant un parcours scientifique centré sur les mathématiques et la physique. En 1943 elle obtient son doctorat, sous la direction de Andreas Speiser, avec une thèse intitulée "Gruppentheoretische und strukturanalytische Untersuchungen der maurischen Ornamente aus der Alhambra in Granada", conjuguant ainsi ses études mathématiques avec son intérêt pour les décorations du château de l'Alhambra à Grenade. Il s'agit du premier travail visé à catégoriser mathématiquement les motifs géométriques des ornements du château. Elle documente la reproduction à l'Alhambra de 12 symétries parmi les 17 du groupe de papier peint. Des recherches ultérieures ajouteront deux autres symétries, pour atteindre le total de 14.
Malgré sa formation de mathématicienne, à cause des difficultés à trouver un emploi, Edith Müller réoriente ses intérêts vers l'astronomie. Entre 1946 et 1951, elle travaille comme assistante de recherche à l'Observatoire fédéral à Zurich, suivi par une année en tant qu'astronome visiteur à l'Université de Cambridge. De 1952 à 1962, elle travaille comme assistante de recherche, puis comme collaboratrice scientifique à l'observatoire d'Ann Arbor en Michigan.
En 1956, le nouveau directeur de l'observatoire de Genève,  Marcel Golay, souhaite réviser la politique scientifique de l'institut, qui se concentrait principalement sur la chronométrie, et créer un groupe de recherche en astrophysique. Pour cette raison il prend contact avec Edith Müller en 1957, qui se montre intéressée au projet, malgré la pénurie de financements et de personnel. Elle rejoint l'observatoire de Genève en 1962, d'abord en occupant une position temporaire, puis étant nommé professeur associé en 1964, devenant la première femme professeur à l'Observatoire. Elle deviendra professeur ordinaire à partir de 1972. 
En parallèle de sa carrière de chercheuse, Edith Müller a été très active dans plusieurs organisations scientifiques internationales, et principalement dans l'Union astronomique internationale (UAI). Elle en a été secrétaire générale entre 1976 et 1979, première femme à recouvrir cette charge.
Retraitée de l'Université de Genève depuis 1983, elle continue à être en lien étroit avec l'union astronomique internationale et la communauté scientifique, mais son engagement doit diminuer pour s'occuper de sa sœur, atteinte de la maladie d'Alzheimer. Elle meurt le 24 juillet 1995 d'une attaque cardiaque, lors de vacances en Espagne.

## Contributions scientifiques principales
La recherche de Edith Alice Müller a porté principalement sur la spectroscopie des étoiles, notamment du soleil. 
Son travail le plus important, publié en 1960 avec les astronomes Leo Goldberg et L.H. Aller, présente une estimation de l'abondance des éléments chimiques dans l'atmosphère solaire. Les données obtenues, concernant les  raies spectrales de 42 éléments chimiques présents dans la photosphere solaire, se révèlent fondamentales pour la vérification des théories d'évolution stellaire et origine du système solaire proposées en ces années, et constituent le standard de référence pour la communauté scientifique de l'époque. En particulier, une théorie presque définitive de la structure de la photosphère solaire a pu être achevée, résume dans le modèle de la Harvard-Smithsonian reference atmosphere.
Une considérable partie de la recherche de Edith Müller a concerné l'affinage des mesures spectroscopiques de l'abondance des éléments solaires de plus grand intérêt, en utilisant le télescope situé à l'observatoire de Kitt Peak en Arizona.  Le résultat le plus important, obtenu en collaboration avec James Brault, et puis avec Erik Peytremann et Ramiro de la Reza,  a été la détection des raies spectrales de Lithium, qui n'étaient réputées comme observables dans le spectre solaire. Ses mesures ont été les premières considérées comme fiables pour cet élément dans le soleil, et ont revêtu une importance aussi pour les théories  cosmologiques de l'époque.

## Fonctions et contributions au sein de l'Union astronomique internationale
Edith Alice Müller a exercé plusieurs charges au sein de l'Union astronomique internationale(UAI):
- Présidente de la Commission 38 de l'UAI pour le Programme d'Échange des Astronomes (1965 - 1988)
- Présidente de la Commission 46 de l'UAI pour l'Enseignement de l'Astronomie (1967-1973)
- Secrétaire générale Assistante (1973-1976)
- Secrétaire générale (1976-1979)
- Conseillère du Comité Exécutif (1979-1982)
- Présidente du Comité national Suisse de l'UAI (1979-1985)

Dans l'exercice de ses fonctions, sa capacité organisationnelle, unie à une naturelle tendance à la convivialité, lui ont été reconnues comme qualités hors du commun. Sa polyvalence linguistique (elle parlait couramment Allemand, Espagnol, Français et Anglais, et comprenait le Russe et l'Italien) lui a permis d'établir avec facilité des relations solides avec plusieurs membres de la communauté scientifique internationale. Sa diplomatie comme secrétaire générale a été importante pour trouver un accord (puis finalisé en 1981) pour la réintegration comme membre de l'UAI de la Chine, qui avait abandonnée l'Union à la suite de l'admission dans celle-ci de la Société astronomique de Taïwan.
C'est à Edith Müller qu'il faut attribuer la décision de designer un emplacement permanent pour le siège du secrétariat de l'UAI, dans une loge de l'Observatoire de Paris. Jusqu'alors, le secrétariat de l'UAI était itinérant, se déplaçant tous les trois ans pour s'établir près de l'université d'affiliation du nouveau secrétaire général, d'où nombreux problèmes de logistique.
Le secrétariat a été déplacé quelques années plus tard peu plus loin, pour s'installer dans les locaux de l'Institut d'astrophysique de Paris, où il se trouve maintenant.
Edith Müller a revêtu un rôle fondamental dans la commission 46 de l'UAI pour l'Enseignement de l'Astronomie, en étant présidente pendante les premières années de son existence, et en en ayant rédigé les règles et les lignes directrices pour sa politique future. Elle a apporté une contribution essentielle pour la naissance et le développement de ses projets clés, notamment le Astronomy Education Material Series (revue triennal de l'UAI du matériel éducatif en astronomie, classé selon la langue), le Project Contratype (envoi en prêt du matériel didactique aux pays en développement), le Visiting Lecture Project (visites des astronomes affirmés dans les pays où la recherche en astronomie venait de démarrer), et le International Schools for Young Astronomers (écoles pour les jeunes chercheurs en astronomie des pays en développement, visant à créer un réseau international). En plus, Edith Müller s'est fortement engagée à tisser des liens entre l'UAI, à travers la commission 46, et les enseignants locaux, en organisant des rencontres lors des Assemblées Générales de l'UAI, pour favoriser l'enseignement de l'astronomie dans les écoles.